# Рой Вотлінг
Рой Вотлінг (англ. Roy Watling) — шотландський міколог, автор описання численних нових таксонів та праць з систематики грибів.
Працював керівником відділу мікології та патології рослин у Королівському ботанічному саду Единбурга. У 1984—1986 роках — президент Ботанічного товариства Шотландії. У 1998 році нагороджений медаллю Патріка Нейла за його внесок у мікологію, особливо в підготовку любителів і студентів з країн, що розвиваються. Він є почесним членом німецьких та американських мікологічних товариств та Північноамериканської мікологічної асоціації та членом-кореспондентом Нідерландського мікологічного товариства.

## Епоніми
На часть Роя Вотлінга названо види грибів:
- Amanita watlingii
- Conocybe watlingii
- Ramaria watlingii